# HD 28185
HD 28185は、地球から約129光年の距離に存在する太陽に似たG型主系列星である。天球上では、エリダヌス座の方角に位置する。HD 28185という名称は、20世紀初頭に編纂されたヘンリー・ドレイパーカタログにおける番号である。この恒星は、そのハビタブルゾーン内に巨大ガス惑星（太陽系外惑星）を持つことが知られている。

## 距離と明るさ
ガイア衛星による観測の結果、HD 28185の年周視差は25.36ミリ秒と求まり、これから距離を計算すると39.4パーセク（129光年）と求められた。地球からの距離が25パーセクを超えることから、この恒星はグリーゼ近傍恒星カタログには掲載されていない。恒星の見かけの等級は7.80等で、肉眼では見ることができず、観測には望遠鏡が必要である。

## 恒星の性質
| 太陽 | HD 28185  |
| ---- | --------- |
| 太陽 | Exoplanet |

HD 28185は、その質量、半径、光度において太陽とよく似ている。主系列星であり、コアでの水素の核融合反応によりエネルギーを生み出している。スペクトル分類はG5で、これは太陽よりも若干温度が低いことを意味する。他の多くの太陽系外惑星を持つ恒星と同様、太陽に比べ金属量に富んでおり、鉄の含有量は太陽の1.7倍にもなる。その自転周期はおよそ30日で、太陽の25.4日と比べると遅い。
彩層活動の活発さを測る指標に基づいて、HD 28185の年齢を推定すると、彩層活動が活発でない恒星が誕生から約29億年を経過した場合とよく合っている。一方で、恒星進化論を元とした理論からは、約75億年という年齢が導出されている。

## 惑星系
2001年、ジュネーブ天文台のグループによる、ラ・シヤ天文台におけるドップラー分光法の観測から、HD 28185の周りを公転周期1.04年で周回する、木星サイズの惑星HD 28185 bが発見された。HD 28185 bの存在は、1997年から2001年にかけて行われたMagellan Planet Search Programによる観測でも確認されている。
それまでに見つかっていた長い公転周期を持つ太陽系外惑星は、多くが軌道離心率の高い惑星で、円軌道に近い系外惑星は少なかったが、HD 28185 bは離心率が低い軌道を持つ惑星であった。そのため、HD 28185 bは完全にHD 28185のハビタブルゾーン内に収まっている。この軌道では、日射量が地球と同程度になるため、HD 28185 bに衛星が存在すれば、その衛星は生命が存在可能であるかもしれないと期待されている。たとえ衛星が無くとも、小さな惑星がHD 28185 bのトロヤ点に存在すれば、居住可能性は高い、とする考えも提示されている。
HD 28185の観測データからは、さらに長期の視線速度の変化が検出されている。これはHD 28185 bの外側に未発見の伴天体が存在することを示唆している。2022年、ドップラー分光法とアストロメトリ法を使用してbの外側を公転するHD 28185 cの存在が確認された。このときに測定された質量は木星の20倍であったため、当初HD 28185 cは褐色矮星とされていた。しかし、2024年のフォローアップ観測により修正され、HD 28185 cは木星の6倍の質量を持つ惑星であり、HD 28185 bと類似していることが判明した。
| 名称 （恒星に近い順） | 質量          | 軌道長半径 （天文単位） | 公転周期 (年) | 軌道離心率  | 軌道傾斜角                 | 半径 |
| --------------------- | ------------- | ----------------------- | ------------- | ----------- | -------------------------- | ---- |
| b                     | ≥5.85±0.08 MJ | 1.034±0.006             | 1.0566±0.0002 | 0.063±0.004 | —                          | —    |
| c                     | 6.0±0.6 MJ    | 8.50+0.29 −0.26         | 24.9+1.3 −1.1 | 0.15±0.04   | 66+11 −9 または 114+9 −11° | —    |